# Ручная кладь

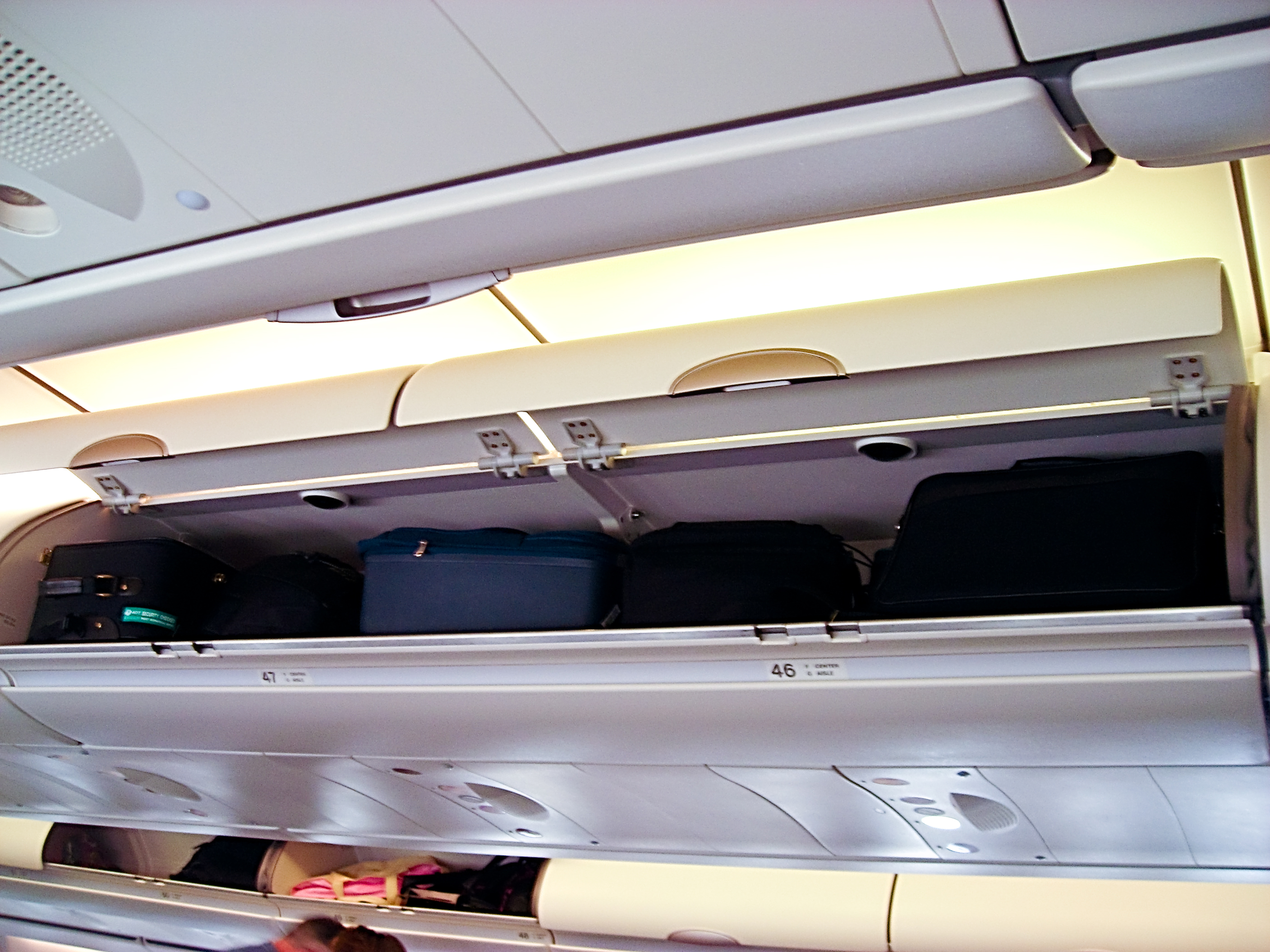
Полки для размещения ручной клади на борту самолёта

Ручная кладь — ограниченный по весу груз, который пассажир берёт с собой на борт пассажирского транспортного средства, не сдавая в багажное отделение.

## Воздушный транспорт
Авиакомпании лимитируют количество мест ручной клади (как правило, одно место на пассажира) и её размеры, согласно рекомендациям IATA сумма длины, ширины и высоты места ручной клади не должна превышать 56 см x 45 см x 25 см.
У стоек регистрации часто стоят специальные стенды для проверки габаритов ручной клади. Максимальные размер и вес ручной клади устанавливается авиакомпанией и может составляет от 5 до 12 кг. Например, «Аэрофлот» устанавливает габариты 55 см х 40 см х 25 см. Также «Аэрофлот» контролирует размеры и вес ручной клади дочерних авиакомпаний. Особо строго к размеру и массе ручной клади подходят бюджетные авиакомпании. Например, габариты ручной клади у бюджетной авиакомпании Победа (РФ) составляют 36 см х 30 см х 27 см. Во многих авиакомпаниях помимо ручной клади можно взять в салон самолёта также дамскую сумочку, рюкзак, портфель.
В ручной клади нельзя провозить опасные предметы, в частности, оружие, а также имитацию оружия, например игрушечные пистолеты. Содержимое ручной клади досматривается персоналом службы безопасности аэропорта перед выходом на посадку в присутствии её владельца. Основной багаж досматривается без присутствия пассажира. В ручной клади разрешается провозить не более 1 литра жидкости, при этом объём каждого флакона должен быть не более 100 мл.
На время взлёта и посадки ручная кладь должна размещаться либо на полке для ручной клади над пассажирским креслом либо под впереди стоящим креслом. Особые правила в отношении ручной клади действуют в отношении мест, расположенных у аварийных выходов: здесь не разрешается размещать ручную кладь под сиденьем.

## Наземный транспорт
Железнодорожный транспорт
Каждый пассажир имеет право бесплатно перевозить с собой на 1 проездной документ (билет) кроме мелких вещей ручную кладь массой не более 36 килограммов (для вагонов с 2-местными купе (СВ) — 50 килограммов), размер которой по сумме трёх измерений не превышает 180 см. Указанная ручная кладь независимо от рода и вида упаковки должна быть размещена в специально отведенных для этого местах таким образом, чтобы она не мешала другим пассажирам.
Не принимаются к перевозке в качестве ручной клади, за исключением случаев, предусмотренных законодательством Российской Федерации, вещи (предметы), которые могут повредить или загрязнить вагон и вещи других пассажиров, а также зловонные, огнеопасные, отравляющие, легковоспламеняющиеся, взрывчатые и другие опасные вещества. Огнестрельное оружие при перевозке в качестве ручной клади должно находиться в чехле, кобуре или специальном футляре в разряженном состоянии отдельно от патронов.
Наземный регулярный транспорт

При проезде в транспортном средстве, осуществляющем регулярные перевозки пассажиров и багажа, пассажир имеет право:
1. перевозить за плату в багажном отделении транспортного средства или в отдельном транспортном средстве багаж в количестве не более двух мест, длина, ширина и высота каждого из которых в сумме не превышают сто восемьдесят сантиметров;
2. провозить с собой бесплатно ручную кладь в количестве не более одного места, длина, ширина и высота которого в сумме не превышают сто двадцать сантиметров, одну пару лыж в чехле, детские санки, детскую коляску.

— Статья 22 ФЗ № 259 «Устав автомобильного транспорта и городского наземного электрического транспорта»